# John Francis Dearden
John Francis Dearden (nascido em 15 de outubro de 1907 em Valley Falls, morto em 1 de agosto de 1988 em Southfield) foi Arcebispo de Detroit. 

## Vida

### Juventude e consagração
O filho de John Sidney Dearden e sua esposa Agnes Gregory visitaram a Escola Primária na Holy Trinity School em sua cidade natal e depois na St. Philomena School em Cleveland, onde sua família se mudou em 1918.
Dearden visitou a catedral de Notre Dame Latin da High School e Seminário Seminário de Santa Maria. Ele se formou na Universidade de Roma e estudou no Colégio Pontifícia da América do Norte e na Pontifícia Universidade Gregoriana. Foi ordenado sacerdote pelo Cardeal Francesco Cardeal Marchetti Selvaggiani em 8 de dezembro de 1932. Em 1934, ele se formou.

### Padre e Bispo
Dearden, em seguida, trabalhou como pastor em Ohio até 1937, ele recebeu uma cátedra em filosofia no St. Mary's Seminary, que ele levou de 1944 a 1948 como Regens. Em 19 de julho de 1945, ele recebeu o título honorário de capelão de Sua Santidade.
Papa Pio XII. nomeou-o em 13 de março de 1948 bispo coadjutor de Pittsburgh e bispo titular de Sarepta. O Delegado Apostólico nos Estados Unidos Amleto Giovanni Cicognani o ordenou bispo em 18 de maio do mesmo ano ; Co-consecrators eram Edward Francis Hoban, bispo de Cleveland e Floyd Lawrence Begin, bispo auxiliar em Cleveland.
Seu estilo de gerenciamento rigoroso lhe valeu o apelido de Iron John neste momento. Após a morte de Hugh Charles Boyles, ele entrou em 22 de dezembro de 1950, sucedendo-lhe como bispo de Pittsburgh.
Em 18 de dezembro de 1958, ele foi o papa João XXIII. nomeado arcebispo de Detroit.

### Concílio Vaticano II
Ele participou do Concílio Vaticano II de 1962 a 1965. Durante o conselho, as opiniões liberais de Dearden se tornaram aparentes e ele foi descrito como uma das principais vozes progressistas na igreja. Ele defendeu uma maior participação de padres e leigos nos setores de liturgia, educação e finanças.
De 1966 a 1971, Dearden foi o primeiro presidente da Conferência Episcopal dos Estados Unidos.

### Cardeal
Em 28 de abril de 1969, Paulo VI o levou. como padre cardeal com a igreja titular San Pio X alla Balduina no Colégio dos Cardeais. Durante um Sínodo dos Bispos no Vaticano em 1971, Dearden sugeriu que os aspectos sociológicos e psicológicos do sacerdócio fossem investigados.
Ele participou como um dos cardeais elegíveis nos conclaves em agosto e outubro de 1978, que João Paulo I e João Paulo II escolheram. Depois de 21 anos como arcebispo de Detroit, João Paulo II se aposentou no dia 15 de julho de 1980.
Depois do caso Watergate, o cardeal pediu aos católicos que observassem as primeiras três sextas-feiras em novembro de 1973 com oração, penitência e jejum.
Dearden sobreviveu a um ataque cardíaco e morreu de câncer no pâncreas aos 80 anos em Southfield, Michigan. Ele está enterrado no cemitério católico da mesma cidade.